# Beckianum sinistrum
Beckianum sinistrum là một loài ốc sên hô hấp trên cạn, là động vật thân mềm chân bụng có phổi sống trên cạn thuộc họ Subulinidae.

## Phân bố
Distribution of this Loài gồm có:
- Costa Rica[2]
- Nicaragua[3]